# Stephen Gardiner
Stephen Gardiner (c. 1483 - 12 de noviembre de 1555) fue un obispo inglés de la Iglesia católica y político durante el período de la Reforma anglicana quién fue lord canciller durante el reinado de María I de Inglaterra.

## Juventud
Gardiner nació en Bury St Edmunds, pero no se conoce con certeza la fecha de su nacimiento. Su padre era John Gardiner, un importante mercader textil, que se aseguró de brindarle una buena educación. 
En 1511 Gardiner conoció a Erasmo de Róterdam en París. Probablemente ya había comenzado sus estudios en el Trinity Hall, Cambridge, donde era muy buen estudiante de literatura clásica, especialmente griega. Luego se dedica a estudiar derecho canónico y derecho civil, temas en los cuales adquiere un gran conocimiento. Recibe su doctorado en derecho civil en 1520, y en derecho canónico al año siguiente.

## Carrera diplomática
No pasó mucho tiempo antes de que sus habilidades fueran notadas por el cardenal Thomas Wolsey, que lo nombra su secretario, y como tal se dice que lo acompañó en More Park (Rickmansworth) en Hertfordshire, cuando se firmó el Tratado de More, el 30 de agosto de 1525, acordado entre el rey Enrique VIII y los embajadores franceses y que supone la salida de Inglaterra de la guerra italiana de 1521-1526. Esta es la primera oportunidad en que el rey toma cuenta de Gardiner, pero Gardiner no parece haber estado al servicio activo de Enrique sino hasta tres años después. Seguramente adquirió un conocimiento de temas de política exterior mientras estuvo al servicio de Wolsey. En 1527 Gardiner y sir Thomas More son designados delegados en representación de Inglaterra, para negociar un tratado con los embajadores franceses para apoyar la organización de un ejército en Italia contra Carlos V, del Sacro Imperio Romano Germánico. Inglaterra se alía contra el emperador en la guerra de la Liga del Cognac, pero volverá a declarar la guerra a Francia en 1542, durante una nueva guerra italiana.
Fue encarcelado durante el reinado de Eduardo VI, siendo liberado con la llegada al trono de la reina María en 1553. Apoyó su matrimonio con el príncipe Felipe de España.
Sus restos mortales descansan en la Catedral de Winchester.